# Kurt Landsmann
Kurt Landsmann (* 17. Jänner 1931 in Wien; † 8. September 2019 in Wien) war ein österreichischer Politiker (SPÖ). Landsmann war von 1976 bis 1980 Gemeinderat und Abgeordneter zum Wiener Landtag und von 1980 bis 1994 Bezirksvorsteher von Floridsdorf.

## Leben
Kurt Landsmann verbrachte seine Kindheit in Jedlersdorf und wurde Werkzeugmacher bei Hofherr-Schrantz. Seit 1954 arbeitete Landsmann bei der Wiener Stadtwerke-Gaswerke im Kundendienst, später bei der Wiener Gebietskrankenkasse.
Von 1969 bis 1980 war Landsmann Bezirkssekretär der SPÖ in Floridsdorf. Er war von 1969 bis 1976 Bezirksrat in Floridsdorf, von 1976 bis 1980 Gemeinderat der Stadt Wien und ab 1980 als Nachfolger von Otmar Emerling Bezirksvorsteher von Floridsdorf, wo mit einem Bezirksentwicklungsplan die Donauinsel und der Marchfeldkanal als Naherholungsgebiete entstanden. Neue Wohngebiete an den Siedlungsachsen Brünner Straße und Prager Straße wurden festgelegt und landwirtschaftliche Restflächen zwischen Strebersdorf, Stammersdorf und Großjedlersdorf gesichert. In seine Zeit als Bezirksvorsteher fällt die Ansiedlung des Betriebswirtschaftlichen Zentrums der Universität Wien und der Veterinärmedizinischen Universität Wien. 1994 wurde Floridsdorf mit der U-Bahn-Linie 6 verbunden, als Bezirksvorsteher folgte ihm in diesem Jahr Heinz Lehner nach.
Landsmann begann für Floridsdorf eine Bezirkspartnerschaft mit dem Bezirksteil Katsushika in Tokio, gründete mit dem FORUM 21 den ersten Bezirkskulturverein in Wien und war kulturell besonders für das Wienerlied aktiv.

## Publikationen
- Floridsdorf 1945: Das Kriegsende – Ein Beitrag zur Zeitgeschichte, Christian Brandstätter Verlag, Wien 1995, ISBN 3-85447-622-1.
- mit Raimund Hinkel: Floridsdorf in alten Photographien, Die neun Gemeinden des 21. Bezirks: Jedlesee, Schwarzlackenau, Strebersdorf, Jedlersdorf, Leopoldau, Stammersdorf, Donaufeld, Floridsdorf, Jedlersdorf am Spitz; Christian Brandstätter Verlag, Wien 1996, ISBN 3-85447-666-3.
- mit Raimund Hinkel: Floridsdorf von A–Z: Der 21. Bezirk in 1000 Stichworten, Christian Brandstätter Verlag, Wien 1997, ISBN 3-85447-724-4.